# Бефана
Бефàна (на италиански: La Befana), лексикалноизкривяване на Богоявление (на итал. Epifania, Епифанѝя, от старогръцкото ἐπιφάνεια, epifáneia) чрез bifanìa и befanìa, е фолклорна фигура, свързана с коледните празници, традиционна за някои италиански региони и впоследствие разпространена в цяла Италия. Според поверието това е старица, която лети на вехта метла, за да посети децата в нощта на 5 срещу 6 януари (нощта на Богоявление) и да напълни оставените от тях чорапи, специално закачени над камината или близо до прозореца: послушните през годината деца ще получат сладкиши, бонбони, сушени плодове или малки играчки, а непослушните – въгленче или чесън.

## История
Произходът ѝ може би е свързан с набор от езически умилостивителни ритуали, датиращи от X – VI век пр.н.е., касаещи сезонните цикли, свързани със селското стопанство или с реколтата от изминалата година, готова вече да се възроди като нова година. Тези ритуали са широко разпространени в Северна, Централна и Южна Италия чрез древен Митраизъм и други подобни култове, като напр. келтският, свързан с арктическата зима.
Древните римляни наследяват тези ритуали, като по този начин ги асоциират с римския календар и всъщност празнуват временното междуцарствие между края на слънчевата година, (основно зимното слънцестоене) и честването на Непобедимото слънце. В дванадесетата нощ след зимното слънцестоене се отпразнува смъртта и възраждането на природата чрез Майката природа. Древните римляните вярват, че в тези дванадесет нощи (числото представлява дванадесетте месеца на иновативния римски календар в преминаването му от чисто лунен към лунно-слънчев, но вероятно е свързано и с други числа и митологични символи) женски фигури летят над обработените полета, за да умилостивят плодородието на бъдещата реколта – оттук и митът за летящата фигура. Според някои тази женска фигура се идентифицира за първи път с Диана – лунната богиня, свързана не само с дивеча, но и с растителността, докато според други тя е свързана с второстепенно божество, наречено Сатия (богиня на ситостта) или Абундия (богиня на изобилието). Трета хипотеза свърза Бефана с древен римски фестивал, провеждан винаги през зимата в чест на Янус и Стрения (оттук и терминът „strenna“, коледен подарък), по време на който са се разменяли подаръци.
Според тълкуванията, широко приети в Централна и Северна Европа, Бефана се отнася до келтската фигура на Перхта, подобна на някои фигури като Фриг в Скандинавия, Фрау Холе в Северна Европа, Берта във Великобритания, Берхта в Австрия, Швейцария, Франция и Северна Италия. Тя е женското олицетворение на зимната природа, представяна е старица, гърбава, с крив нос, несресана бяла коса и странни крака, облечена в парцали и скъсани обувки, която се рее над нивите и земята през нощта, умилостивявайки плодородието им; тя се празнува в 12-те дни след Коледа, чиято кулминацията съвпада с Богоявление.

Още през 4 век тогавашната Римска църква започва да осъжда всички езически обреди и вярвания, определяйки ги като резултат от сатанински влияния. Тези наслагвания водят до много персонификации, които пораждат, започвайки от Късното средновековие, настоящата фигура на Бефана. Тази фигура е изчистена от басни или езически замърсявания, макар че нейният външен вид, който е добронамерен, а не отрицателен, е бил и все още е, поради влиянието на Хелоуин, неправилно свързван с този на вещица. В действителност тя не е вещица, а любяща старица, представена върху летяща метла – древен символ, който, като представяне на пречистването на къщите (и душите), визира очакването на възраждането на сезона.
Осъдена от Църквата, древната женска езическа фигура постепенно се приема в Католицизма като вид дуализъм между доброто и злото. Още в периода на теолога Епифаний Кипърски самото честване на Богоявление е предложено на датата на дванадесетата нощ след Коледа, като по този начин се усвоява древната езическа числова символика.
През 1928 г. фашисткият режим въвежда фашисткия празник Бефана, където се раздават подаръци на деца от по-нисшите класи. След падането на Мусолини фашистката Бефана продължава да се слави само в Италианската социална република.
В най-новия период са безбройни и широко разпространени италианските репрезентации на Бефана и празненствата, посветени на нея. Често това е фигура, която слиза от камбанарията на селския площад, или маскирани старици, раздаващи подаръци на децата. Традицията я сочи като старица, за да посочи края на един цикъл: със зимното слънцестоене се преминава от старото към новото, от студа и от безкрайните нощи към удължаването на светлия период; освен това, на нивото на правния календар, с края на годината навлизаме в новата Григорианска година; и на литургично ниво завършва интензивният коледен литургичен сезон и започва обикновеният. Именно поради тази причина на Богоявление, когато се празнува и Бефана, се чете: „Епифания всички празници отнася“ (на итал. "Epifania, tutte le feste porta via").

## Характеристики

### Име
Името Бефана, разбирано като женска кукла, излагана в нощта на Богоявление, е било вече широко разпространено в народния диалект от 14 век, особено в земите на древна Етрурия (Тоскана и Тусция в сегашния Северен Лацио). То е използвано за първи път на италиански език от писателя, поет и драматург Франческо Берни през 1535 г. и след това от писателя Аньоло Фиренцуола през 1541 г. Тъй като по традиция Бефана оставя подаръци в чорап, висящ от камината, в Довадола във Форлийските Апенини се приготвя чорапът, определян като „най-дългият в света“. Все още има някои редки места, където в народния език е останал терминът Пефана, като например в Монтиньозо, в останалата част на провинция Маса-Карара, в района на Специя, както и в Гарфаняна и Версилия, с традиции, които не са в съответствие с обичайните празници на Богоявление.
Религиозна версия вместо това разказва, че Тримата влъхви, пътуващи до Витлеем, попитали за информация старица по пътя и настояли тя да дойде с тях, за да донесе подаръци на Спасителя. Старицата отказала, но малко по-късно, разкаяна, приготвила пълен чувал с дарове и тръгнала да търси влъхвите и Младенеца. Като не ги намерика, тя почукала на всяка врата и раздала подаръците на децата с надеждата, че ще успее да компенсира липсата.

### Характер
Бефана припомня религиозната традиция на Света Лукия, която е раздавала подаръци на децата преди нея, подобно на направеното от Свети Никола преди появата на Дядо Коледа. Така че тя не е лоша, но просто се дразни от възрастните и е заядлива с тези, които не ѝ се харесват, защото се опитват да хитруват; но с децата Бефана е снизходителна и разбираща – баба, изпълнена с внимание и подаръци.

### Външен вид и символика
Това не е красива, млада и пленителна жена, а напротив – старица, свита от болките на възрастта и от студа, с оредели зъби, набръчкано лице и понякога, но не винаги, много изпъкнал нос, за да подчертае нейната старост и липсата на красота поради възрастта. Външният вид на старицата произтича от символично представяне на старата година: след като тя наистина свърши, тя може да бъде изгорена, както се е случвало в много европейски страни, където е имало традицията в началото на година да се изгарят кукли, облечени във вехти дрехи. Такива са случаите с традицията на Джубиана, особено популярна в Пиемонт и Ломбардия, Запалването на огън за началото на годината (Panevin или Pignarûl, Casera, Seima или Brusa la vecia), Кладата на стареца на Нова година (запалване на голямо чучело на старец в Болоня за отпразнуване на новата година), както и „изстрелът на Pupo“ в Галиполи, или Кладата на Старата Паскуета, откриваща карнавала във Варало в Пиемонт всяка година на 6 януари. В много части на Италия обичаят за изгаряне или рязане на парчета на кукла под формата на старица (в случая пълна със сладкиши) е част от обредите за края на Великия пост (Куарèзима): подобно нещо се случва в Саленто с куклата Карема, украсена със своите иконографски символи, които напомнят за древните мойри. От тази гледна точка и използването на подаръци би придобило умилостивяваща стойност за новата година.

### Дрехи и обувки
За да се защити адекватно, Бефана носи дълги фусти и поли, навлечени и закърпени по весел начин; често носи и престилка. Използва и дебели чорапи против студ и удобни обувки, но не гасконски ботуши, много по-подходящи за вещиците от приказките. На понякога прегърбените си рамене тя винаги има топъл и цветен вълнен шал, а не развяващо се наметало, както случайно може да се намери на някои изображения в Интернет.

### Кърпа
Не трябва да се бърка Бефана с вещиците от англосаксонската традиция. Всъщност истинската Бефана няма островърха шапка, както често се появява в много сайтове, блогове и дори в някои телевизионни реклами. Вместо това използва изключително топла платнена носна кърпа (la pezzóla) или вълнен шал, завързан по ефектен начин под брадичката.

### Метла
Бефана има метла, която използва често, за да се облегне на нея или да лети. Във въображението тя язди метлата, за разлика от изображенията на вещици, тоест държейки клоните пред себе си. Следователно и в това специфичната иконография на Бефана не е напълно сравнима с тази на вещиците.

### Чорап
Друга често срещана грешка в „изображението“ на Бефана е тази, свързана с чувала с подаръците: в действителност истинската Бефана носи своите подаръци, въглища и чесън в скъсани чували от юта, които приемат формата на огромни чорапи, или в ракитени кошове, което зависи от териториалността и традицията на мястото, където се празнува.

### Въглен
Според устната традиция Бефана носи подаръци на добрите деца или въглен и чесън на лошите. Въгленът (или също пепел) като древен ритуален символ на огньовете първоначално се е слагал в чорапи или обувки заедно със сладкиши в памет на сезонното обновление, но също и на изгорените кукли. От гледна точка на католическия морал през следващите векове само въгленът и/или чесън са се слагали в чорапите и обувките като наказание само за деца, държали се лошо в предходната година.

## Празнуване на Богоявление в Италия
В регион Лигурия тамошната Бефана, наречена Bazâra, има различна етимология от италианската. Всъщност в генуезкия език думата има значението на „мръсна и неподредена старица“ и е достатъчно да си помислим за иберийските езици и за етимологията на думата basura, което също може да означава мръсен и неподдържан човек. Празникът на Bazara все още се нарича „Паскуета“ и за разлика от италианската дума тя не означава понеделника след Великден, а всеки празник. Не само думата се е променила, но и някои традиции, например момчетата получават ciapellette - обувки, а не чорапи, направени от шоколад, пълни със сушени кестени, чесън и мандарини или, алтернативно, marenghi d'öo, пари в шоколад; традиционно човек оставя обувките си извън прозореца и духът на Базара, витаещ в нощта, ще ги напълни, тъй като според легендата се предполага, че обувките ѝ са скъсани и тя се нуждае от нови, и ще остави награда за всички деца, които са склонни да ѝ оставят чифт обувки като подарък извън прозореца. Това е първият празник в годината, на който традиционно се яде риба и лазаня, омесена без яйце, наречено бяла – Epifagna Gianca Lasagna (или Mandilli de Sea), а навремето момичетата са оставяли маслинови листа върху горещата пепел на камината, за да открият пророчества на любовта.
В градчето Урбания официално се намира Официалната къща на Бефана. Освен това всяка година се празнува Националният фестивал на Бефана – традиция вече на двадесет години и известна в цяла Италия.
В провинция Гросето в регион Тоскана има Бефани (на остров Елба те се наричат Бефаноти) – мъже, които на Богоявление отиват заедно с Бефана по градските улици на селата, за да пеят традиционни песни, пожелавайки „Весел Великден“ (Buona Pasqua – пожелание, свързано с литургията на Богоявление, когато в Църквата се чете „възвестяването на деня на Великден“). В Капецано Пианоре – селце в провинция Лука празникт се усеща особено силно на 5 януари с участието на групи, които придружават бефаните с песни и народна музика, и носят подаръци и сладкиши в селата до късно през нощта. На 6 януари кулминацията на празника е литийното шествие със статуята на Младенеца.
В Сардиния обаче италианската Бефана е въведение, което, макар и не местно и сравнително скорошно, започва да измества традиционните празници на острова, като например sa Pasca de sos tres Res или de is tres Urreis (на итал.: „Празникът на тримата крале", аналогичен на испанския festa de los reyes magos). Карта де Логу (сборник от закони на сардински език, предназначен за Сардинските юдикати), останала в сила до 1827 г., се изразява по отношение на Епифания, наричайки я Pasca Nuntza, понеже това е денят, установен за правилното определение на подвижните празници, включително Великден (на сардински известен като sa Pasca Manna – „Големият празник“).
В някои райони на Италия от незапомнени времена има обичай да се пеят и свирят серенади и песни на Богоявление вечерта и в нощта между 5 и 6 януари.

## Детски песнички и народни легенди
| „ | Oh Befana Befanina О, Бефана, Бефанке, Fai ben piena la calzina! Напълни чорапчето! Non badare ai capriccetti Не обръщай внимание на капризите Porta bambole e confetti! Донеси кукли и бомбони! | “ |

| „ | La Befana vien di notte Бефана идва през ноща con le scarpe tutte rotte с целите си обувки скъсани con le toppe alla sottana с кръпки на фустата viva viva la Befana! да живее, да живее Бефана! | “ |

от което произлиза вариантът:
| „ | La Befana vien di notte Бефана идва през нощта con le scarpe tutte rotte с целите си обувки скъсани con il naso alla romana с римски нос (или: col cappello alla romana с шапка по римски) (или: col vestito alla romana с дреха по римски) viva viva la Befana! да живее, да живее Бефана! | “ |

Това е широко разпространен вариант в Тоскана:
| „ | La Befana vien di notte Бефана идва през нощта con le scarpe tutte rotte с целите си обувки скъсани attraversa tutti i tetti прекосява всички покриви porta bambole e confetti носи кукли и бомбони | “ |

или:
| „ | La Befana vien di notte Бефана идва през нощта con le scarpe tutte rotte с целите си обувки скъсани se ne compra un altro paio купува си друг чифт con la penna e il calamaio с перо и мастилница | “ |

Други варианти:
| „ | La Befana vien di notte Бефана идва през нощта con le scarpe tutte rotte с целите си обувки скъсани il vestito a trullallà Дрехата на трулала la Befana eccola qua! Бефаната ето я тук! | “ |

| „ | La Befana vien di notte Бефана идва през нощта con le scarpe tutte rotte с целите си обувки скъсани il vestito tutto blu дрехата цялата синя la Befana viene giù Бефана слиза | “ |

| „ | La Befana vien di notte Бефана идва през нощта con le scarpe tutte rotte с целите си обувки скъсани il vestito a gran sottana дрехата с голяма фуста viva viva la Befana! Да живее, да живее Бефана! | “ |

| „ | La Befana vien di notte Бефана идва през нощта con le scarpe tutte rotte с обувките си целите скъсани il vestito e la bandana Дрехата и забрадката viene viene la Befana! идва, идва Бефана! | “ |

| „ | La Befana vien di notte Бефана идва през нощта con le scarpe tutte rotte с обувките си целите скъсани e le ha rotte in cima in cima и ги скъса на върха, на върха la Befana è poverina Бефана е бедничка | “ |

| „ | La Befana vien di notte Бефана идва през нощта con le calze tutte rotte с обувките си целите скъсани col vestito alla spagnola с дреха по испански passa di qui una volta sola! минава тук само веднъж! | “ |

| „ | La befana vien di notte Бефана идва през нощта con le scarpe tutte rotte с обувките си целите скъсани col vestito strapazzato със скъсана дреха con la cesta del bucato с коша за пране piena piena di bei doni пълен пълен с хубави подаръци per i bimbi buoni! за добрите деца! | “ |

Според „християнизирана“ версия на легенда, датираща от около 12 век, тримата влъхви, на път за Витлеем, за да донесат дарове на Младенеца Исус, неспособни да намерят пътя, поискали информация от възрастна жена. Въпреки настояването им да ги последва, за да посети Младенеца, жената не излязла от къщата си, за да ги придружи. По-късно, съжалявайки, че не е отишла с тях, след като приготвила пълен чувал с подаръци, тя излязла от къщата и започнала да ги търси, но безуспешно. Така тя спирала във всяка къща, която намирала по пътя, раздавала подаръци на децата, които срещала, с надеждата, че едно от тях е малкият Исус. Оттогава тя пътува по света, раздавайки подаръци на всички деца в нощта на 6 януари, за да компенсира това.
В някои версии се казва, че тя е съпруга на Дядо Коледа, а в други – негова приятелка или роднина. В други обаче се казва, че двамата са в малък конфликт, тъй като Дядо Коледа ще разпространи слуха за несъществуването на тази старица. В още други се казва, че Бефана има много стар съпруг – Бефаното (Il Befanotto), грозен до степен да всява ужас у децата, когато го видят да пристига, докато той придружава старата си и изнемощяла жена.

## Филмография
- La freccia azzurra (Синята стрела), анимационен филм на Енцо Д'Ало (1996)
- Miacarabefana.it, режисиран от Лодовико Гаспарини – телевизионен филм (2009)
- SOS Befana, реж. Франческо Викарио – ТВ филм (2011)
- La Befana vien di notte (Бефана идва през нощта), режисиран от Микеле Соави (2018)
- La Befana vien di notte II - Le origini (Бефана идва през нощта II – Произходът), режисиран от Паола Ранди (2021)